# Philip Bailey
Philip James Bailey (ur. 8 maja 1951 w Denver) – amerykański wokalista i muzyk jazzowy oraz soulowy.

## Biografia
Posiada charakterystyczną barwę głosu, określaną jako "radosny falset". Na scenie muzycznej pojawił się na początku lat 70. XX wieku, wstępując w szeregi grupy Earth, Wind & Fire, jako zmiennik Maurice'a White'a. Oprócz śpiewu i gry na instrumentach perkusyjnych, był współautorem niektórych z najwcześniejszych hitów grupy, m.in. Evil i Shining Star, a pod koniec lat 70. zajął się również produkcją nagrań. 
Równolegle z występami z Earth, Wind & Fire, na początku lat 80. rozpoczął karierę solową, wykonując muzykę charakterystyczną dla gatunków R&B, jazz, gospel, soul oraz pop. W 1984 r. nagrał wspólnie z Phillem Collinsem utwór Easy Lover, który dotarł na drugie miejsce amerykańskiej listy przebojów Billboard Hot 100  oraz przez 4 tygodnie zajmował pierwsze miejsce na liście przebojów w Wielkiej Brytanii. W 1987 r. album Philipa Baileya Triumph zdobył nagrodę Grammy w kategorii Best Gospel Performance, Male. W swoim dorobku posiada łącznie 7 nagród Grammy oraz 21 nominacji.

## Płyty solowe
- 1983 – Continuation
- 1984 – Chinese Wall
- 1984 – The Wonders of His Love
- 1986 – Inside Out
- 1986 – Triumph
- 1989 – Family Affair
- 1994 – Philip Bailey
- 1999 – Dreams
- 2002 – Soul on Jazz
- 2019 – Love Will Find A Way